# Ravno Selo, Tărgoviște
Ravno Selo (în bulgară Равно Село) este un sat în comuna Antonovo, regiunea Tărgoviște,  Bulgaria. 

## Demografie
La recensământul din 2011, populația satului Ravno Selo era de 46 locuitori. Din punct de vedere etnic, toți locuitorii erau turci.